# Éducateur technique spécialisé
Pour les articles homonymes, voir Éducateur et ETS.
Un éducateur technique spécialisé (ETS) est un éducateur qui possède une double compétence : 
- Spécialiste de l’éducation et de l'insertion sociale et professionnelle ;
- Détenteur d’une qualification professionnelle spécifique, qu’il transmet aux personnes dont il a la charge.

L’ETS exerce son métier dans le champ de l’éducation spécialisée. Il travaille donc avec un public pour qui le système de l'Éducation nationale est inadapté. L’ETS propose une prise en charge individuelle et adaptée grâce à une équipe  pluridisciplinaire faisant intervenir plusieurs catégories professionnelles (Moniteurs d'atelier, éducateurs spécialisés, psychologues, moniteurs-éducateurs, aides médico-psychologiques, médecins psychiatres, infirmières…).
Enfin, l’ETS est pragmatique. Il fonde ses méthodes éducatives sur le travail et la technique. Il se propose le défi d’utiliser le travail comme moteur de l’émancipation humaine. L’ETS pense que pour l'homme, le travail peut-être un des moyens les plus pertinents pour se réaliser. 

## Le métier d'éducateur technique spécialisé (ETS)
Le métier d'éducateur technique spécialisé, les conditions de certification et de formation sont définis en France par un référentiel professionnel. 
À titre d'exemple, l’éducateur technique spécialisé peut être amené à intervenir auprès :
- De jeunes mineurs ou adultes en situation de handicap sensoriel, handicap moteur ou handicap psychique au sein d’un Institut médico-éducatif (IME) ou établissement et service d'accompagnement par le travail (ESAT)
- De mineurs, d'adultes ou de familles en situation ou en risque d'exclusion sociale au sein d’une maison d'enfants à caractère social (MECS), une entreprise d'insertion (EI).
- Également en institut thérapeutique  éducatif et pédagogique (ITEP)  ainsi qu'en  SESSAD PRO.

L'éducateur technique spécialisé est spécialiste de l’adaptation et de la réadaptation professionnelle des personnes porteuses de handicap, jeunes ou adultes, d’une façon générale des personnes qui rencontrent de grandes difficultés d’insertion professionnelle. La finalité de son activité est d'aider à entrer ou retrouver le marché du travail et sa démarche pédagogique est de transmettre ses compétences professionnelles et former à un métier, dans des domaines aussi variés que la cuisine, la menuiserie, la mécanique ou la comptabilité…
On trouve également ces professionnels dans les associations ou centres d'insertion (chantiers d'insertion, chantiers école). Certaines appellations, moniteur d'atelier, moniteur AFPA, encadrant technique, professeur technique… sont soit des ETS soit des professionnels ayant une simple formation technique de base avec une expérience d'éducation ou intervenant dans les secteurs de l'insertion de la rééducation ou de l'administration pénitentiaire.   
Dans la convention collective 66, ces professionnels non spécialisés sont dans la catégorie Éducateur technique. C'est-à-dire non titulaires du  CAFETS ou du DEETS.
La fiche ROME de France Travail regroupe l'ensemble de ces appellations proches ou équivalentes sous l'appellation de : K1203 - Encadrement technique en insertion professionnelle.

## Contenu et organisation de la formation

### La formation professionnelle
La formation au métier d'éducateur technique spécialisé dure trois ans. 
Celle-ci se compose d'une formation théorique 1 200 heures et d’une formation pratique sous forme de stage de 1 960 heures (56 semaines).
La formation théorique est définie par un référentiel de formation composé de quatre domaines de formation (DF). Les compétences requises pour exercer sont déclinées en quatre domaines de compétences dont la maîtrise est exigée pour une pratique efficace en tant qu'éducateur technique spécialisé.

### Certification
Le référentiel de certification est composé de quatre domaines de certification. Chacun des domaines comporte une ou deux épreuves organisées par le recteur d'académie ou par l'établissement de formation. Ces épreuves comprennent :
Domaine de certification 1 : Accompagnement social et éducatif spécialisé
1. Étude de relation éducative (présentation écrite et soutenance orale)
2. Mémoire de pratique professionnelle (présentation écrite et soutenance orale)

Domaine de certification 2 : Conception et conduite d’un projet éducatif et technique spécialisé
1. Mise en situation pratique sur site qualifiant (soutenance orale)
2. Étude de situation (écrit)

Domaine de certification 3 : Communication professionnelle
1. Élaboration d’une communication professionnelle (écrit)
2. Analyse d’un travail en équipe pluriprofessionnelle (écrit)

Domaine de certification 4 : Dynamiques interinstitutionnelles, partenariats et réseaux
1. Dossier à partir d’un questionnement en lien avec le terrain (présentation écrite et soutenance orale
2. Épreuve de contrôle de connaissances (écrit)

Chaque domaine de certification doit être validé séparément. Pour valider chacun des domaines, le candidat doit obtenir une note moyenne d’au moins 10 sur 20 pour ce domaine
Le jury établit la liste des candidats ayant validé les quatre domaines de certification du diplôme. Les lauréats obtiennent le diplôme d’État d’éducateur spécialisé. Dans les cas où le candidat n’a pas validé les quatre domaines de certification, le jury prend une décision de validation partielle du diplôme mentionnant les domaines certifiés.

### Accès à la formation
Les épreuves d’admission et la formation ont lieu dans les écoles d'éducateur (IRTS). Les modalités de formation et d'organisation des examens pour le diplôme d'État d'éducateur technique spécialisé (DEETS) sont fixées par l'arrêté du 22 aout 2018 relatif au diplôme d’État d'éducateur technique spécialisé.
Peuvent se présenter aux épreuves d'admission les candidats titulaires d'un diplôme, certificat ou titre professionnel ou technologique homologué ou enregistré au répertoire national des certifications professionnelles au moins au niveau 4. 
L'admission en école se fait par l'intermédiaire du portail Parcoursup. L'accès à un oral de motivation varie selon les écoles. Certaines écoles admettent à l'oral tous les candidats ayant un dossier complet, d'autres font une sélection à partir du dossier Parcoursup avant de convoquer, le cas échéant, à l'oral. 
L'entretien oral est destiné à apprécier l'aptitude et la motivation du candidat à l'exercice de la profession compte tenu des publics pris en charge et du contexte de l'intervention ainsi que son adhésion au projet pédagogique de l'établissement.
Le règlement d'admission de chaque établissement de formation est précisé sur le site Parcoursup.  
Une commission d'admission est instituée dans chaque établissement. Elle arrête la liste des candidats admis à suivre la formation.

## Représentativité professionnelle
En France, on compte environ 5000 éducateurs techniques spécialisés, la population masculine est majoritaire.
La profession est représentée depuis 1981 par une organisation spécifique : l’Association nationale des éducateurs techniques spécialisés (ANETS) association loi 1901. Cette association est entrée en sommeil depuis quelques années.